# Cantón de Étupes
El cantón de Étupes era una división administrativa francesa, que estaba situada en el departamento de Doubs y la región de Franco Condado.

## Composición
El cantón estaba formado por ocho comunas:
- Allenjoie
- Badevel
- Brognard
- Dambenois
- Dampierre-les-Bois
- Étupes
- Exincourt
- Fesches-le-Châtel

## Supresión del cantón de Étupes
En aplicación del Decreto n.º 2014-240 de 25 de febrero de 2014, el cantón de Étupes fue suprimido el 22 de marzo de 2015 y sus 8 comunas pasaron a formar parte; seis del nuevo cantón de Bethoncourt y dos del nuevo cantón de Audincourt.